# Parque nacional De Maasduinen
Parque nacional De Maasduinen (en neerlandés: Nationaal Park De Maasduinen) es un parque nacional en la provincia neerlandesa de Limburgo, que fue establecido en 1996 y abarca aproximadamente 4500 hectáreas. El paisaje se compone de bosques y páramos en una meseta de arena a lo largo del río Mosa, cerca de la frontera alemana. La propiedad llamada 'de Hamert' es el corazón del parque. Hasta 1998 el parque nacional se llamó "De Hamert" por la ubicación en este sitio. El nombre actual se deriva de las dunas que datan de la última glaciación.

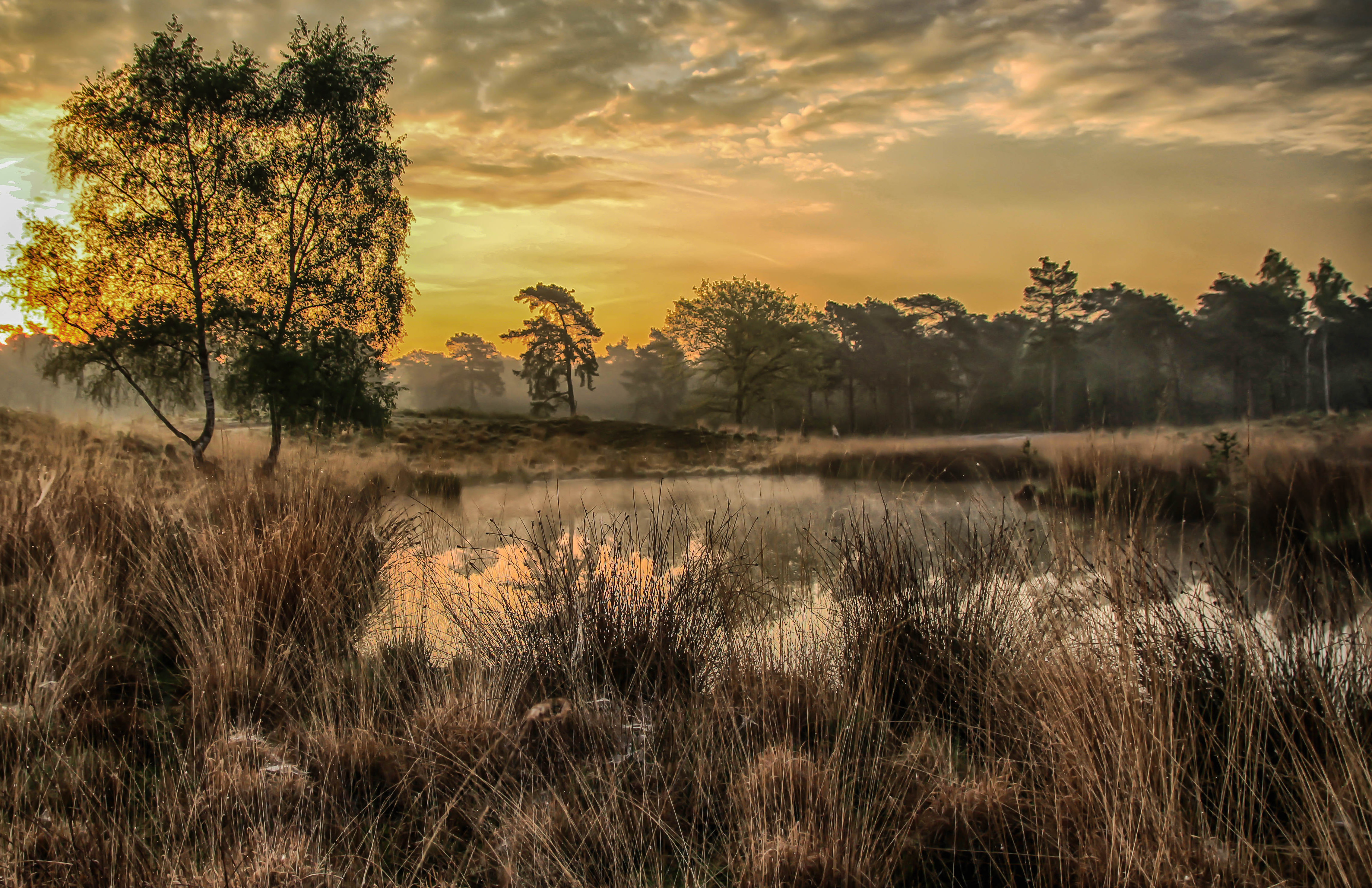
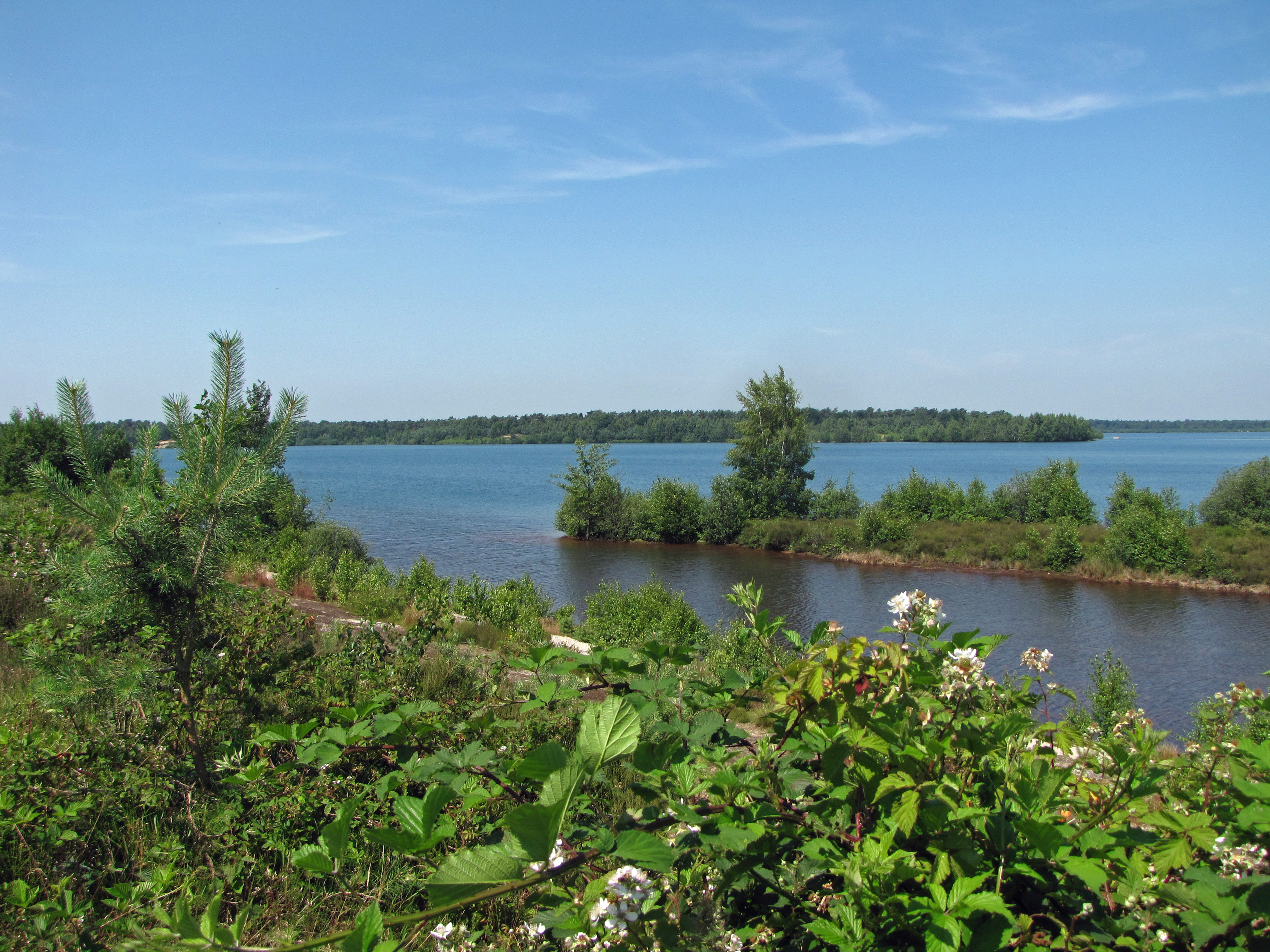
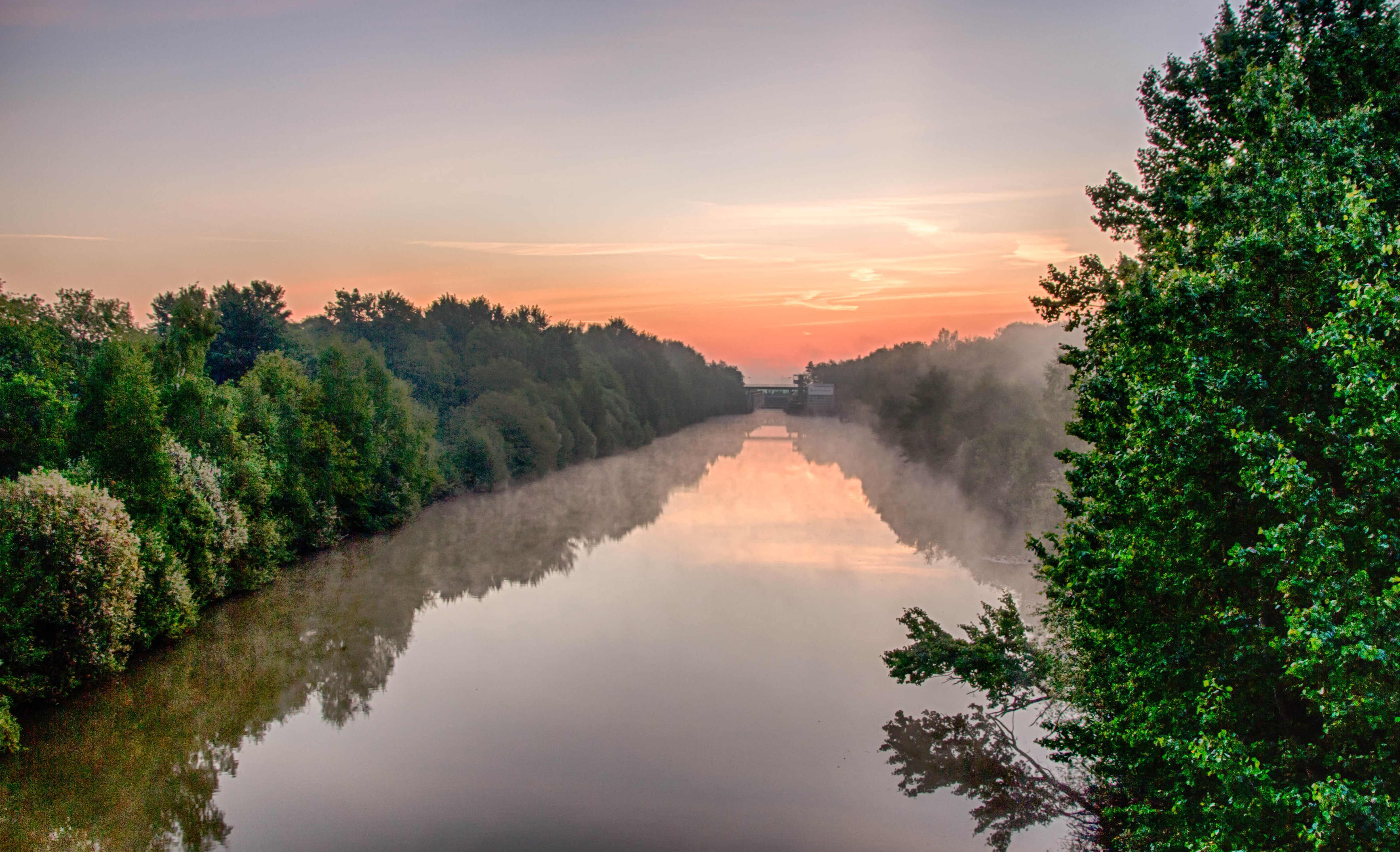